# Drago Gantar
Drago Gantar (tudi Karel Gantar), slovenski gospodarski strokovnjak ter kulturni in športni delavec, * 20. november 1919, Zavratec, Idrija, † 12. februar 1989, Trst.

## Življenje in delo
Rodil se je v družini malega trgovca Mateja in gospodinje Marije Gantar rojene Ipavec. Ljudsko šolo je končal v rojstnem kraju, nato je v goriškem dijaškem semenišču obiskoval klasično gimnazijo, maturiral pa je v Ljubljani. Leta 1950 je doktoriral ekonomski fakulteti tržaške Univerze. V letih 1948−1960 v Trstu poučeval na raznih slovenskih srednjih šolah. Ker pa je bila šola za strokovno razgledanega in podjetnega Gantarja premajhen izziv, je leta 1960 odprl svoj posvetovalni biro in se uveljavil kot gospodarski svetovalec. V začetku leta 1973 je postal ravnatelj Hranilnice in posojilnice (HiP) na Opčinah in jo vodil do smrti. Na tem mestu je razvil svojo strokovnost, znanje delavnost in prijazen odnos do strank do te mere, da je ta slovenski denarni zavod pripeljal do moderne finančne ustanove. Zaradi uspehov pri vodenju HiP je bil izvoljen za člana upravnega odbora Deželne federacije hranilnic in posojilnic v Vidmu. Velik je bil tudi njegov prispevek k delovanju bančne sekcije Slovenskega deželno gospodarskega združenja.
Gantar je veliko pomagal slovenskim kulturnim ustanovam in športnim društvom. Bil je med pobudniki in ustanovitelji leta 1954 ponovno oživljenega tednika Novi list, v katerem je v vodstvu sodeloval skoraj 20 let. Bil je tudi soustanovitelj in odbornik zadruge Naš Kras ter ustanovni član športnega društva Polet, več let pa predsednik košarkarskega društva Jadran.